# Athripsodes promontorii
Athripsodes promontorii là một loài Trichoptera trong họ Leptoceridae. Chúng phân bố ở vùng nhiệt đới châu Phi.